# クリュトネーオス
クリュトネーオス（古希: Κλυτόνηος, Clytonēos）は、ギリシア神話の人物である。長音を省略してクリュトネオスとも表記される。主に、
- ナウボロスの子
- アルキノオスの子

が知られている。以下に説明する。

## ナウボロスの子
このクリュトネーオスは、ナウプリアの王ナウプリオスの子孫であるナウボロスの子である。イーピトスと兄弟。イーピトスとともにアルゴナウタイの1人。ロドスのアポローニオスは、冒険に参加した英雄の中で最も航海術に長けていたと語っている。

## アルキノオスの子
このクリュトネーオスは、スケリア島のパイアーケス人の王アルキノオスとアーレーテーの子で、ラーオダマース、ハリオス、ナウシカアーと兄弟。オデュッセウスが観覧したパイアーケス人の競技会では徒競走に参加し、競技者たちが砂煙とともにコースを疾走する中でも特にクリュトネーオスはずば抜けた速さで駆け抜けて、観客席に到達し、他の競技者を圧倒して勝利した。